# Iole di Bantry
La iole di Bantry è un'imbarcazione di legno che può navigare sia a vela che a remi. Originariamente utilizzata come scialuppa o lancia di rappresentanza nelle flotte francese e britannica durante le guerre napoleoniche, a partire dal 1986 l'associazione Atlantic Challenge ne promuove la costruzione al fine di organizzare competizioni amichevoli tra i giovani. Al 2015 esistono 79 iole di Bantry in tutto il mondo.

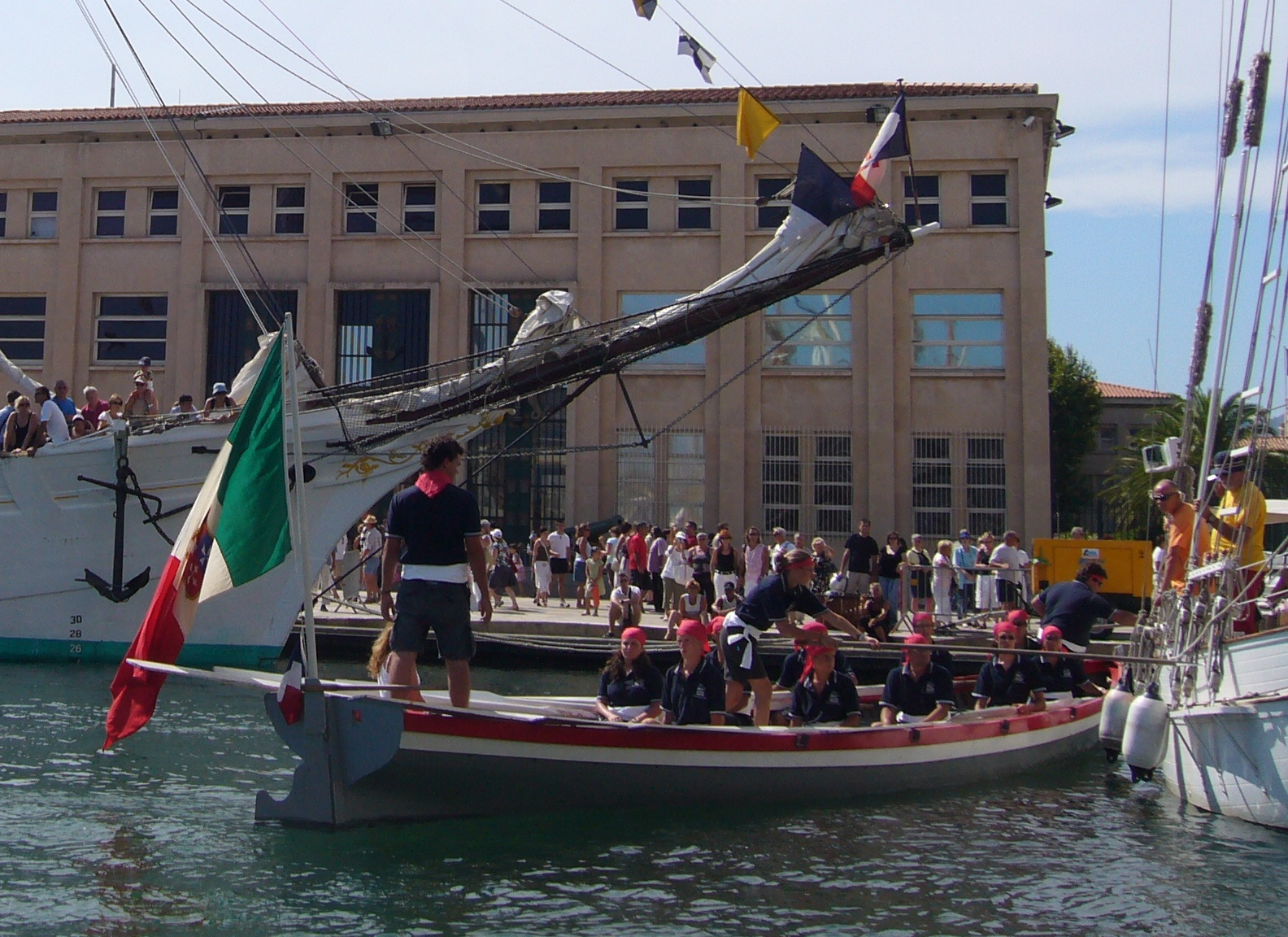
Iole di Bantry italiana Creuza de Mä a Tolone nel 2007

## Caratteristiche

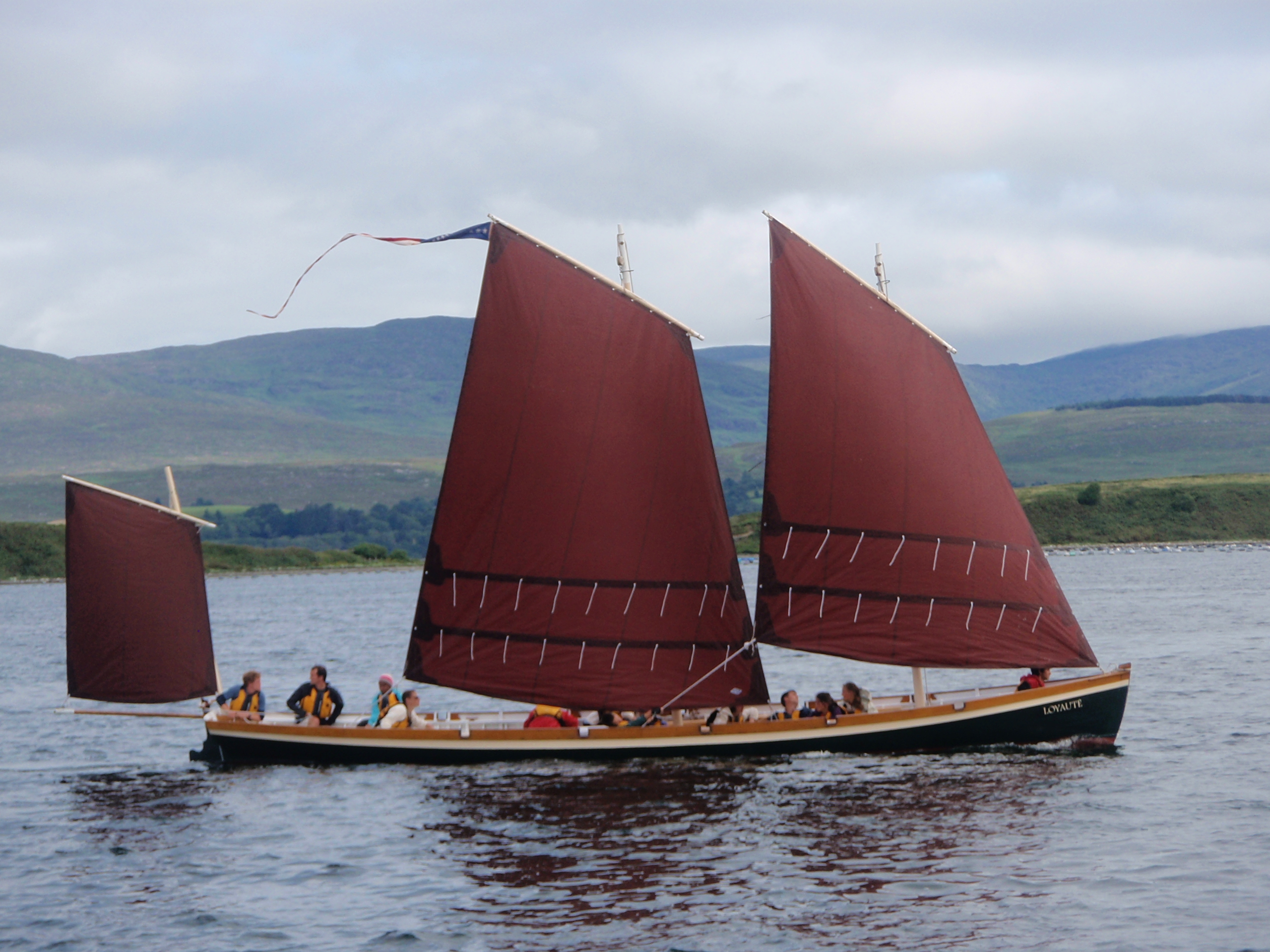
Iole di Bantry statunitense Loyauté durante una regata a vela nel 2012

Le iole contemporanee sono costruite basandosi sulle linee di un'imbarcazione francese catturata nel 1796 nella Baia di Bantry (Irlanda) e conservata dal 1944 nel museo di Dublino. Le barche sono lunghe circa 12 metri, larghe 2,05 al baglio massimo e hanno un pescaggio inferiore al mezzo metro. Sono manovrate da un equipaggio di 13 persone, 10 rematori, 2 brigadieri e un timoniere e possono trasportare 2 ospiti. A vela la barca dispone di tre alberi (trinchetto, maestro e mezzana) e può raggiungere una velocità massima di circa 10 nodi.

## La Iole originale
L'imbarcazione originale fu catturata nella baia di Bantry nel dicembre 1796, in seguito al fallimento di una spedizione francese di 48 navi che avrebbe dovuto supportare un'insurrezione della popolazione irlandese. La flotta francese non riuscì ad approdare nella baia per via delle avverse condizioni meteo; una scialuppa mandata in esplorazione fu catturata da milizie locali fedeli alla Gran Bretagna, il cui comandante fu in seguito insignito del titolo di conte per il servizio prestato alla corona inglese. La Iole fu conservata alla residenza del conte, la Bantry House, fino al 1944, quando fu riscoperta e trasportata al museo di Dublino.

## Atlantic Challenge

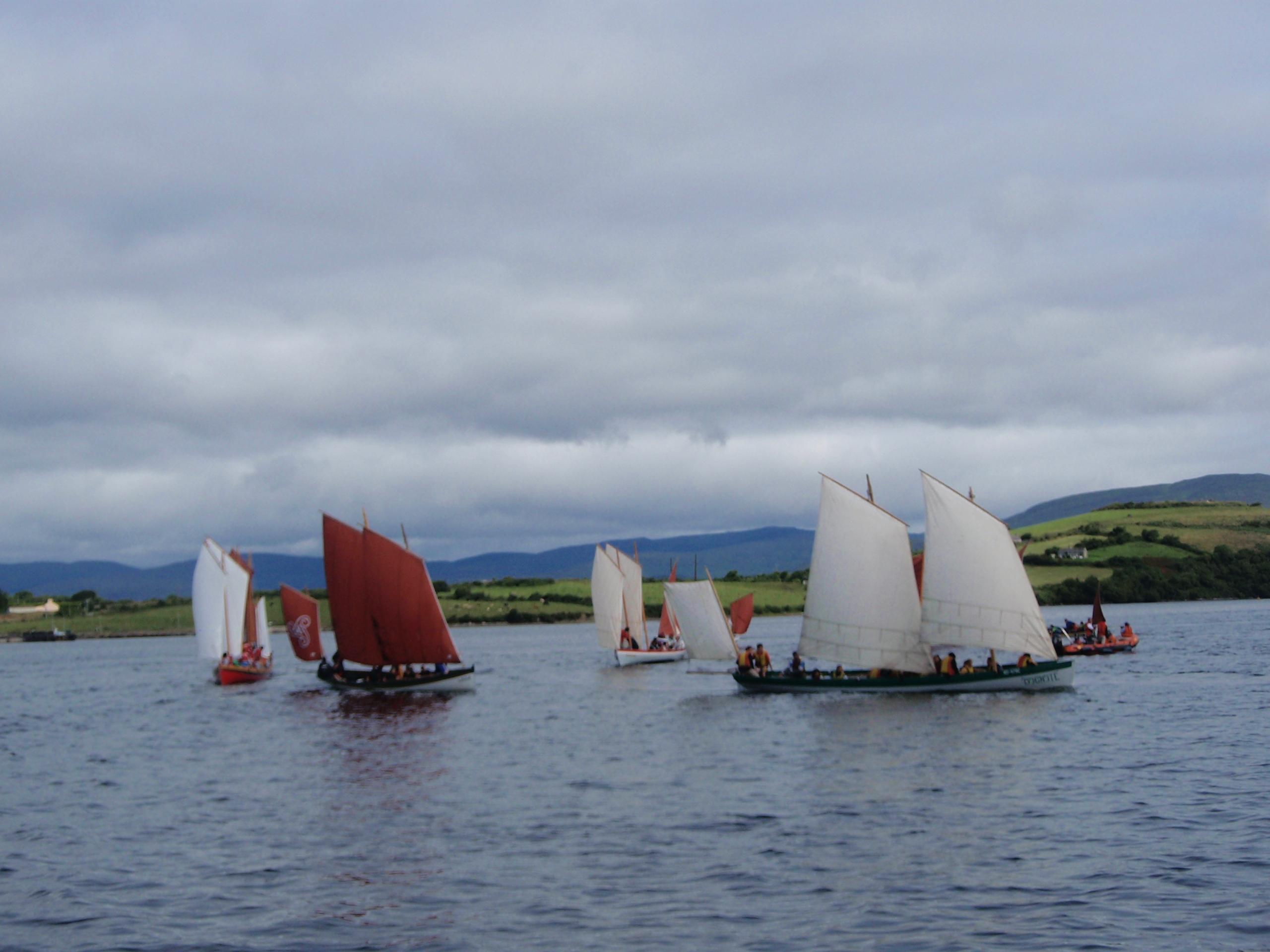
Iole di Bantry impegnate in una regata a vela durante il Contest 2012

Nel 1986 lo statunitense Lance Lee e il francese Bernard Cadoret organizzarono una competizione amichevole tra un equipaggio statunitense e uno francese in occasione del centenario della Statua della Libertà. Da allora l'Atlantic Challenge, associazione che promuove la costruzione di Iole di Bantry in tutto il mondo, ha organizzato ogni due anni competizioni amichevoli (Contest of Seamanship) nei diversi Paesi che ne sono entrati a far parte. L'ultima competizione, disputata nel luglio 2014 a Vannes (Francia), ha visto la partecipazione di 13 imbarcazioni con equipaggi di 14 nazionalità diverse (Belgio, Canada, Danimarca, Estonia, Francia, Gran Bretagna, Indonesia, Irlanda, Italia, Lituania, Russia, Spagna (Paesi Baschi), Stati Uniti d'America e Ucraina).